# Tom Archia
Tom Archia, eigentlich Ernest Alvin Archia Jr., genannt Sonny, er trat auch als Texas Tom auf, (* 26. November 1919 in Groveton (Texas); † 16. Januar 1977 in Houston) war ein US-amerikanischer Tenorsaxophonist.

## Leben
Er begann mit Geige und wechselte dann zum Saxophon. In seiner Nachbarschaft in Houston, wo er aufwuchs, lebten damals Illinois Jacquet und sein Bruder Russell. Auf der High School war er in der Schulband (unter Percy McDavid), mit den Jacquet Brüdern und Arnett Cobb. 1935 hörte Duke Ellington selbst, dessen Kompositionen von der Band studiert wurden, bei einem Besuch die Band. Er ging nach der Schule mit der Band von Milt Larkin auf Tour, mit Eddie Cleanhead Vinson, Illinois Jacquet und Arnett Cobb. Sie spielten im Rumboogie Club in Chicago, wo die aus Texas eingetroffenen Bandmitglieder schrittweise von bekannteren Bands wie der von Lionel Hampton und Cootie Williams abgeworben wurden und Larkin schließlich 1943 aufgeben musste. Archia nahm 1943 mit Roy Eldridge auf. 1943/44 war er in der Dream Band des Rhumboogie Café, in der auch Charlie Parker spielte. 
Mitte der 1940er-Jahre ging er nach Los Angeles, wo er in der Combo von Howard McGhee spielte, mit Illinois Jacquet und Helen Humes aufnahm und Dinah Washington begleitete. 1946 war er wieder in Chicago, wo er im Macomba Lounge Club von Leonard Chess spielte (bis dieser 1950 abbrannte) und unter eigenem Namen für Aristocrat Records aufnahm (Tom Archia and his All Stars). Er nahm auch mit Wynonie Harris und Hot Lips Page auf, lieferte sich Tenorduelle mit Gene Ammons und spielte mit Rhythm & Blues und Blues-Musikern (Aufnahme mit Lonnie Johnson) und nahm 1952 nochmals mit Dinah Washington auf. In den 1960ern ging es mit ihm bergab – zeitweise konnte er wegen eines gebrochenen Kiefers nicht spielen – und seine Schwester holte ihn 1967 aus Chicago zurück nach Houston, wo er in verschiedenen Bands spielte (wobei er einen neuen Spitznamen The Devil erhielt). 1973 war er mit Arnett Cobb Mitglied der Sonny Franklin Big Band.
Bei seinem Tod 1977 erhielt er ein Jazz Funeral im Viertel Fifth Ward in Houston, in dem er aufgewachsen war.